# 안드레스 마살리
안드레스 마살리 히니(스페인어: Andrés Mazali Gini; 1902년 7월 22일, 몬테비데오 주 몬테비데오 ~ 1975년 10월 30일, 몬테비데오 주 몬테비데오)는 다이버(El Buzo)라는 별칭으로 알려진 우루과이 국가대표팀의 전 골키퍼이다. 그는 현역 시절 전부를 나시오날에서 보냈다. 그는 우루과이 선수단 일원으로 1924년과 1928년 하계 올림픽에 참가해 2차례 금메달을 목에 걸었다. 그는 우루과이에서 열리는 초대 월드컵을 앞두고 통금을 어기고 미상의 금발 여인과 맞선을 본 일로 유명해졌다.

## 국가대표팀 신고식
마살리는 나시오날 소속으로 1922년부터 1924년까지 3년 연속 국내 리그를 우승했고,(그는 격동의 3시즌을 도합하여 29골만을 헌납했다. 당시 페냐롤은 1923년에 국내 리그에서 퇴출되기도 했다) 1924년 5월 26일에 파리 콜롱브에서 열린 유고슬라비아와의 경기에서 처음으로 올림픽 경기를 치렀고, 람플라 주니어스에서 활약하던 페드로 카세야를 제치고 주전으로 거듭났다. 우루과이는 첫 경기를 7-0으로 이기고, 정상에 오를 때까지 단 2골만 내주었다. 1924년 남미 선수권 대회를 치를 시점에 그는 호세 나사시 주장 옆에 설 선수로서의 입지가 확실했는데, 그는 우루과이 국가대표팀에서 우승할 때 단 1골만을 내주었기 때문이었다.

## 남미 선수권 대회
1926년 남미 선수권 대회에서 마살리는 리버풀 몬테비데오의 파우스토 바티그나니에게 내주었고, 1927년에는 몬테비데오 원더러스의 미겔 카푸시니에게 내주었다. 비록 마살리는 프리모 히아노티의 암스테르담 올림픽 선수단을 꾸릴 때 쯤 기량을 회복해 주전 지위를 되찾았다. 그는 2번째 올림픽 금메달을 목에 걸 때 단 5골만을 내주었다. 그러나, 부에노스 아이레스에서 열린 1929년 남미 선수권 대회에서는 기량이 크게 떨어져 6골을 실점했고, 우루과이는 3위에 그쳤다. 그의 마지막 국가대표팀 경기는 1929년 11월에 부에노스 아이레스에서 아르헨티나에 0-2로 패한 대회 최종전이었다.

## 통금 위반

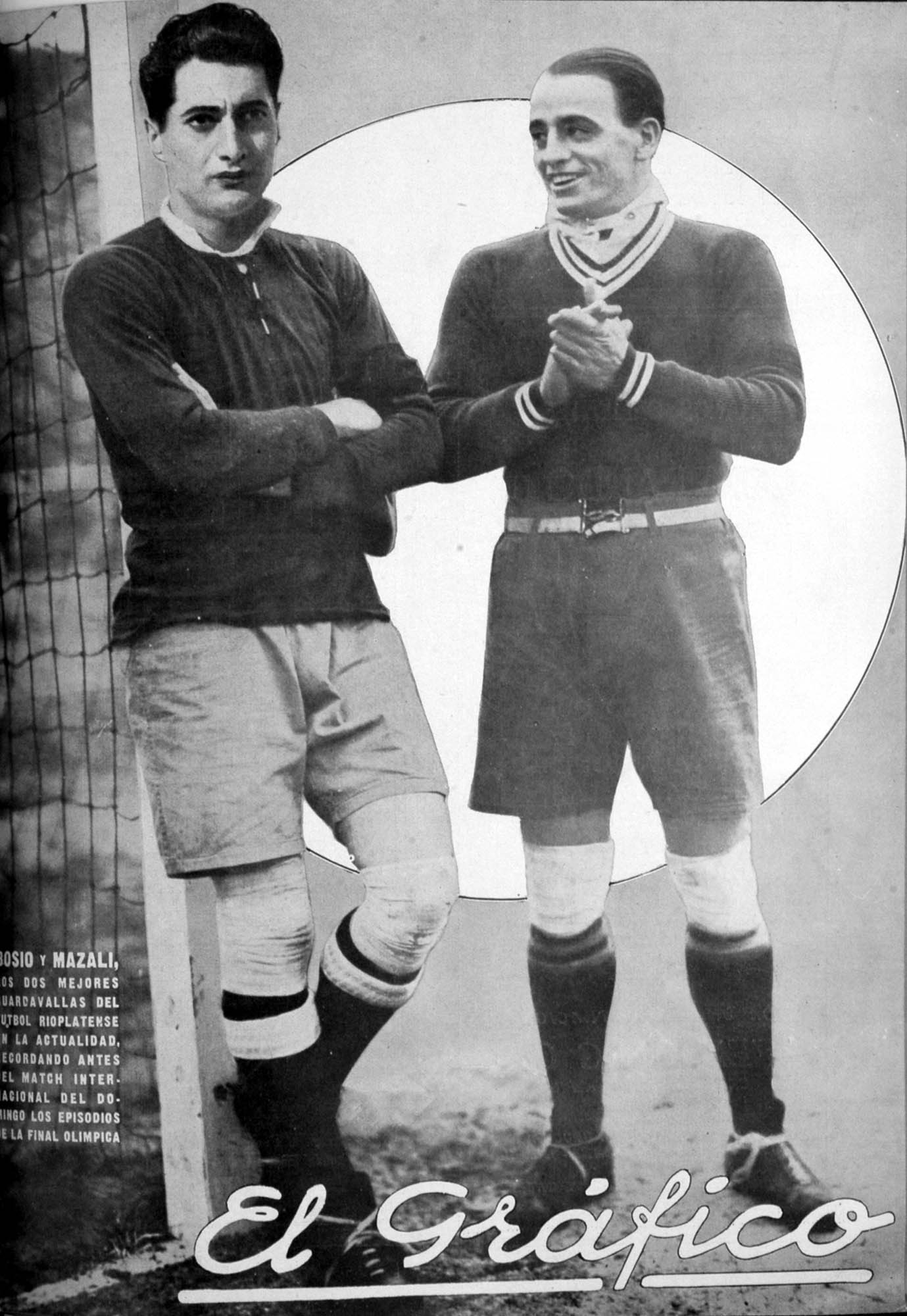
1928년 올림픽을 앞두고 나란히 선 골키퍼 앙헬 보시오와 안드레스 마살리 (오른쪽)

1930년에 몬테비데오에서 월드컵을 치르기에 앞서 알베르토 수피시 감독은 통금 시간을 넘겨 숙소를 떠나지 못하도록 엄격히 통제했다. 대회를 앞둔 시점에 마살리는 통금을 위반했고, 그에 따라 수피시 감독은 마살리를 퇴출시키고 후에 다시 부르지 않았다. 그의 자리는 람플라 주니오르스의 엔리케 바예스트레로가 차지했다.
마살리는 호세 레안드로 안드라데, 페드로 아리스페, 페드로 세아, 호세 나사시, 페드로 페트로네, 엑토르 스카로네, 그리고 산토스 우르디나란과 함께 2차례 금메달을 목에 건 8명의 우루과이 선수에 포함된다. 이 중 마살리와 아리스페를 제외하고는 알베르토 수피시 감독의 지도 하에 초대 월드컵 우승을 거두었다.

## 기타 종목 활동
마살리는 축구 외에도 다른 종목에도 참여했다. 육상에서는 칠레가 개최한 1920년 남미 선수권 대회의 400미터 허들 종목에 참가했다. 농구에서는 올림피아 소속으로 1923년에 우루과이 전국 리그 결선에서 데펜소르를 상대하여 우승을 거두었다.

## 수상
나시오날
- 우루과이 프리메라 디비시온: 1919, 1920, 1922, 1923, 1924
- 코파 알다오: 1919, 1920

우루과이
- 하계 올림픽 금메달: 1924, 1928
- 코파 아메리카 : 1923, 1924, 1926